# Mercantile
Pour la goélette américaine, voir Mercantile (voilier).
L'adjectif mercantile est utilisé pour qualifier une activité économique dont le but est d'obtenir un gain d'argent unilatéral au bénéfice d'actionnaires, sans  fournir une utilité suffisante pour certaines des autres parties prenantes.
Le mercantilisme désigne quant à lui une politique économique étatique qui n'a rien à voir avec le  protectionnisme raisonné.